# Geraldo Landi
Geraldo Landi foi um político brasileiro do estado de Minas Gerais. Foi deputado estadual em Minas Gerais, pelo PR, durante o períodos de 1955 a 1963 (3ª e 4ª legislaturas). Atuou como deputado na suplência do legislativo mineiro na legislatura seguinte (1963-1967), também pelo PR.